# Kishi Nobusuke
Kishi Nobusuke (岸 信介, きし のぶすけ, Ngạn Tín Giới) (13 tháng 11 năm 1896 – 7 tháng 8 năm 1987) là một chính trị gia và thủ tướng thứ 55 và 56 của Nhật Bản từ ngày 31 tháng 1 năm 1957 đến ngày 19 tháng 7 năm 1960.
Được biết đến với sự cai trị bóc lột của nhà nước bù nhìn Nhật Bản Mãn Châu Quốc ở Đông Bắc Trung Quốc vào những năm 1930, Kishi được mệnh danh là "Quái vật của thời đại Shōwa" (昭和の妖怪; Shōwa no yōkai). Kishi sau đó phục vụ trong nội các thời chiến của Thủ tướng Hideki Tōjō với tư cách là Bộ trưởng Thương mại và Thứ trưởng Bộ Bom, đạn, và cùng ký tuyên bố chiến tranh chống lại Hoa Kỳ vào ngày 7 tháng 12 năm 1941.
Sau Thế chiến thứ hai, Kishi bị giam ba năm với tư cách bị tình nghi là tội phạm chiến tranh hạng A. Tuy nhiên, chính phủ Hoa Kỳ đã không buộc tội, xét xử hay kết án anh ta và cuối cùng thả anh ta ra vì họ coi Kishi là người phù hợp nhất để lãnh đạo một nước Nhật thời hậu chiến theo hướng thân Mỹ. Với sự hỗ trợ của Hoa Kỳ, ông tiếp tục củng cố phe bảo thủ Nhật Bản chống lại các mối đe dọa từ Đảng Xã hội Nhật Bản vào những năm 1950. Kishi có công trong việc hình thành Đảng Dân chủ Tự do (LDP) hùng mạnh thông qua việc sáp nhập các đảng bảo thủ nhỏ hơn vào năm 1955, và do đó được ghi nhận là người đóng vai trò chủ chốt trong việc khởi xướng phong trào "Hệ thống 1955", khoảng thời gian kéo dài mà LDP là đảng chính trị áp đảo ở Nhật Bản.
Với tư cách là thủ tướng, việc Kishi xử lý sai bản sửa đổi năm 1960 của Hiệp ước An ninh Mỹ-Nhật đã dẫn đến Các cuộc biểu tình Anpo năm 1960, là những cuộc biểu tình lớn nhất trong lịch sử hiện đại của Nhật Bản và buộc ông phải từ chức trong sự ô nhục.
Ông có người cháu ngoại là cố thủ tướng Abe Shinzō và Bộ trưởng Bộ Quốc phòng Kishi Nobuo.

## Thời trẻ và sự nghiệp
Kishi sinh ra là Nobusuke Satō ở Tabuse, Tỉnh Yamaguchi, con trai của một nhà sản xuất rượu sake thuộc một gia đình samurai lừng lẫy một thời gần đây đã rơi vào thời kỳ khó khăn. Anh trai của ông, Ichirō Satō, sẽ trở thành Phó Đô đốc trong Hải quân Đế quốc Nhật Bản, và em trai ông, Eisaku Satō, sẽ trở thành cũng tiếp tục trở thành thủ tướng. Nobusuke theo học một trường tiểu học và trung học cơ sở ở OKama, sau đó chuyển sang một trường trung học cơ sở khác ở Yamaguchi. Khi sắp tốt nghiệp cấp hai, Nobusuke được anh trai của cha mình, Nobumasa Kishi, nhận nuôi, lấy họ của họ. Gia đình Kishi thiếu người thừa kế là nam giới nên đã nhận nuôi Nobusuke để nối dõi tông đường.
Kishi đã vượt qua kỳ thi tuyển sinh cực kỳ khó khăn để vào Trường Trung học Đệ nhất ở Tokyo, trường trung học danh tiếng nhất cả nước, và sau đó theo học Đại học Hoàng gia Tokyo (nay là Đại học Tokyo), nơi anh tốt nghiệp. Khoa Luật năm 1920 đứng đầu lớp và có điểm cao nhất trong lịch sử trường đại học. Khi còn học đại học, Kishi trở thành học trò của học giả pháp lý cánh hữu Shinkichi Uesugi. Bởi vì anh ấy học luật Đức dưới sự hướng dẫn của Uesugi, nên quan điểm của Kishi có xu hướng thiên về chủ nghĩa thống nhất kiểu Đức, so với các cách tiếp cận tiến bộ hơn được một số bạn cùng lớp học luật Anh ưa chuộng.  Sau khi tốt nghiệp, Kishi vào Bộ Thương mại và Công nghiệp. Đây là một lựa chọn bất thường, bởi vì vào thời điểm đó, những quan chức có tham vọng xuất sắc nhất thường tìm cách vào Bộ Nội vụ và cuối cùng được bổ nhiệm làm thống đốc tỉnh. Một số cố vấn của Kishi thậm chí còn chỉ trích sự lựa chọn của ông. Tuy nhiên, Kishi không quan tâm đến công việc hành chính và muốn trực tiếp tham gia vào sự phát triển kinh tế của Nhật Bản.
Vào năm 1926–27, Kishi đi khắp thế giới để nghiên cứu công nghiệp và chính sách công nghiệp ở nhiều quốc gia công nghiệp hóa khác nhau trên thế giới, chẳng hạn như Hoa Kỳ, Đức và Liên Xô. Ngoài Kế hoạch 5 năm của Liên Xô khiến Kishi bị ám ảnh về kế hoạch kinh tế, Kishi còn rất ấn tượng với các lý thuyết quản lý lao động của Frederick Winslow Taylor ở Hoa Kỳ, chính sách công nghiệp cartel của Đức và vị thế cao của các kỹ sư công nghệ người Đức trong thế giới kinh doanh Đức. Kishi được biết đến như một trong những thành viên nổi bật của nhóm "các quan chức cải cách" trong chính phủ Nhật Bản, những người ủng hộ mô hình phát triển kinh tế nhà nước với sự hướng dẫn và chỉ đạo của nhà nước nền kinh tế.